# Christopher Nilsen
Christopher Nilsen (Kansas City, 13 de janeiro de 1998) é um atleta do salto com vara estadunidense, medalhista olímpico.
Nilsen ganhou o título de estudante-atleta da semana da Summit League pela nona vez em 2019. Nilsen começou sua carreira profissional como atleta patrocinado pela Nike em julho de 2020. Nos Jogos Olímpicos de Verão de 2020, conquistou a medalha de prata com um salto de 5,97 m.